# Vide Cor Meum
Vide Cor Meum – utwór skomponowany przez Patricka Cassidy’ego bazujący na „La Vita Nuova” Dantego. Utwór został wyprodukowany przez Patricka Cassidy’ego i Hansa Zimmera i wykonany przez Libera / Lyndhurst Orchestrathe, pod batutą Gavina Greenawaya. Śpiewakami w utworze są Danielle de Niese i Bruno Lazzaretti. 
Utwór został rozpowszechniony w szczególności poprzez filmy: „Hannibal” i „Królestwo niebieskie”.

## Tekst

### Włoski/Łacina
Chorus: E pensando di lei

Mi sopragiunse uno soave sonno

Ego dominus tuus

Vide cor tuum

E d'esto core ardendo

Cor tuum

```
(Chorus: 
Lei paventosa)
```

Umilmente pascea.

Appreso gir lo ne vedea piangendo.

La letizia si convertia

In amarissimo pianto

Io sono in pace

Cor meum

Io sono in pace

Vide cor meum 

### Polski
Chór: I myśląc o Niej

Słodki sen ogarnął mnie

Jestem twym panem

Ujrzyj serce twe

To tym sercem płonącym,

Sercem twym,

```
(Chór: 
Ona drżąc)
```

Posłusznie żywi się.

Płacząc ujrzałem go wtedy, opuszczającego mnie.

Radość zmienia się

W najbardziej gorzkie łzy

Spokój otacza mnie

Serce me

Spokój otacza mnie

Ujrzyj serce me

### Angielski
Chorus: And thinking of her

Sweet sleep overcame me

I am your master

See your heart

And of this burning heart

Your heart

```
(Chorus: 
She trembling
)
```

Obediently eats.

Weeping, I saw him then depart from me.

Joy is converted

To bitterest tears

I am in peace

My heart

I am in peace

See my heart